# 五道杠事件
五道杠事件是于2011年发生在中国的一宗社会事件。一名市级中国少年先锋队队长，因为其佩戴奇异的少先队队委（队长）标志的照片发到了网上，并发表了与其年纪不相称的文章，而遭到网络上的大量转发和批评，继而引起中国社会人群的高度关注。

## 事件中心人物
事件的中心人物黄艺博出生于1998年，当时已是武汉市華中師範大學第一附屬中學寄宿学校的初中学生，小学阶段毕业于武汉市江汉区滑坡路小学。他曾是少先队员，是武汉市少先队的副总队长。据报道，黄艺博父母都是公务员，2岁开始收看《新闻联播》，7岁时看《人民日报》，截止到2011年5月，黄艺博已经在各地的报纸上发表过100多篇文章。

## 事件经过
以黄艺博本人名义开设的博客网站，其发表的第一篇文章为“开博前言”。在这篇文字里，黄艺博以与其年纪并不相称的表述方式，表达自己的理想。此外，博客上上传了一些其本人戴着有五道杠的少先队队委（队长）标志。此文章及其怪异的标志引起全国各地网友的疑问，并使此文得以广泛传播。
网上言论对此人与其年龄不相称的言行发表批评，并将其责任推向中国的教育体制的失败。此外，有人查得四道杠、五道杠都是武汉市政府自创的少先队队委（队长）标志，并非全国标准，这更让网络言论引向对当地政府的批评。更有言论指事件涉及少先队高层内讧。
其后，当地政府机构承认五道杠的机制是当地制度，中国少年先锋队全国工作委员会办公室称依据《中国少年先锋队章程》，“没有禁止也没有提出”与“五道杠”有关的内容。黄艺博本人的博客内容包括照片被清空。黄的父母就此事接受媒体采访并对部分疑问进行澄清。

## 影響
在新浪微博上有人以他的故事改编成漫画。有人更加用PS把黄艺博和林妙可的图片发到网上，还有网络商家将五道杠的标志制作出成品在网络销售。
在东方卫视播出的一段关于黄艺博新闻的视频上，有一位坐在黄艺博侧后的同学做出撇嘴不屑的表情看着他。这名同学立即在网络走红，并被称为“不屑弟”。“不屑弟”孙童与“五道杠青年”黄艺博同学之间的鲜明对比曾成为网络上流行一时的恶搞对象。

## 社會評論
- 韩寒：韩寒曾用讽刺的手法表达自己对此事的看法，但其发表的博文被运营方删除。[15][b]

## 後續
2013年中考，黄艺博报考湖北省水果湖高级中学落榜，后被破格录取。
2016年6月20日，《澎湃新闻》報道「五道杠少年」黄艺博已通过武汉大学马克思主义学院自主招生面试，只要其高考成绩超过湖北省一本分数线38分，即可录取入武汉大学。但因为黄艺博高考分数线不够，最终入读武汉学院。

## 脚注
1. ↑  正常来说，担任职务的少先队员只有三种标志，分为一道、二道、三道杠，分别对应小队长、中队委（队长）、大队委（队长）三级职务。因此此人的五道杠极容易吸引一般人的注意
2. ↑  该文章是否出自韩寒之手，网络上说法不一。